# Rebecca Breeds
Rebecca Breeds (Sydney, 17 de junho de 1987) é uma atriz australiana.

## Carreira
Breeds começou a carreira aparecendo em comerciais de televisão. Em 2007 apareceu no cinema pela primeira vez como Leah no filme Newcastle.
Ele desempenhou o papel de Cassie Cometti na terceira temporada da série Galera do Surfe. Foi durante as filmagens de Galera do Surfe que ela descobriu que tinha sido contratado para desempenhar o papel de Rubi Buckton em Home and Away. Em junho de 2012, TV Week's Erin Miller informou que Breeds filmou suas cenas finais e tinha deixado Home and Away. A atriz fez sua última aparição como o Ruby durante a transmissão do episódio em 15 de agosto de 2012.
Em agosto de 2012, Nellie Andreeva de Deadline.com anunciou que Breeds tinha sido escalado para estrelar no elenco regular série de comédia estadunidense "We Are Men" da CBS, ao interpretar a personagem Abby Russo. Esse marcou o seu primeiro papel de televisão dos EUA, no entanto, a série foi cancelada ainda em 2013, durante a sua primeira temporada, após a baixa audiência; o seu último episódio foi ao ar na televisão estadunidense em 07 de outubro de 2013.
Ainda em 2013, ela também apareceu no filme de Bollywood de 2013, intitulado "Bhaag Milkha Bhaag".
Em 2015, Breeds apareceu na sexta temporada e sétima temporada da famosa série de televisão "Pretty Little Liars", exibida originalmente pela rede de televisão Freeform. Também em 2015, foi escalada para interpretar a vampira com transtorno bipolar Lady Aurora de Martel do sul da França no elenco recorrente na 3ª temporada da série de televisão de drama sobrenatural intitulada de "The Originals" da The CW; onde acabou fazendo par romântico em algumas cenas com o personagem do ator Joseph Morgan.

## Relacionamentos
Namorou por 6 meses o ator e modelo australiano Luke Mitchell.
Em maio de 2012, o casal anunciou o noivado oficialmente.
Em janeiro de 2013, os dois realizaram o casamento, de forma bem discreta.

## Filmografia

### Filmes
| Ano  | Título             | Personagem | Notas               |
| ---- | ------------------ | ---------- | ------------------- |
| 2008 | Newcastle          | Leah       |                     |
| 2013 | Bhaag Milkha Bhaag | Stella     | Filme de Bollywood; |

### Televisão
| Ano         | Título              | Personagem            | Notas                                   |
| ----------- | ------------------- | --------------------- | --------------------------------------- |
| 2006 - 2008 | Galera do Surfe     | Cassie Cometti / Tina | Regular (3ª temporada)                  |
| 2008-2012   | Home and Away       | Rudy                  | Regular                                 |
| 2013        | We Are Men          | Abby Russo            | Regular; série de comédia da CBS;       |
| 2015-2016   | Pretty Little Liars | Nicole                | Participação: sexta e sétima temporada; |
| 2015        | The Originals       | Lady Aurora de Martel | Elenco recorrente na 3ª temporada;      |